# 羅曼·瓦夏諾夫
羅曼·謝爾蓋耶維奇·瓦夏諾夫（俄语：Роман Сергеевич Васьянов，1980年10月24日—），俄羅斯男攝影指導。2012年憑藉大衛·艾亞的警察驚悚片《火線赤子情》入圍第28屆獨立精神獎最佳攝影。之後又和同導演合作《怒火特攻隊》（2014年）和《自殺突擊隊》（2016年）。2021年帶來自己的首部執導作《旅社》。

## 早期生活
羅曼·瓦夏諾夫出生於莫斯科。父親在《蘇聯》雜誌擔任攝影師。12歲時，瓦夏諾夫開始接觸攝影機。後來，年僅30歲就參與飛利浦、PUMA、百威、戴爾和百事可樂等300多部的廣告工作。

## 外部連結
- 官方网站
- 羅曼·瓦夏諾夫在互联网电影资料库（IMDb）上的資料（英文）